# Wilhelm von Krupka
Wilhelm Krupka, ab 1883 von Krupka, (* 6. April 1823 in Pillau; † 23. November 1893 in Berlin) war ein preußischer Verwaltungsbeamter und erster Landrat des Kreises Flensburg.

## Leben
Wilhelm Krupka wurde im ostpreußischen Pillau als Sohn des dortigen Festungsproviantmeisters geboren. Er besuchte das Gymnasium in Braunsberg und begann anschließend an der Königsberger Albertina zunächst ein Philosophiestudium, welches er bald zugunsten eines Jurastudiums abbrach. 1843 war er einer der Gründer und erster Sprecher der Burschenschaft Germania. 1845 beendete er sein Studium mit dem Referendarsexamen. 
1851 wurde er Landrat des Kreises Krotoschin in der Provinz Posen. Von 1855 bis 1858 war er Abgeordneter des Preußischen Landtags. Im Laufe des Deutschen Krieges 1866 war er in verschiedenen preußischen Kommissionen tätig, übernahm beispielsweise kurzfristig die Zivilverwaltung in Franken.
1867 wurde Krupka zum Landrat von Flensburg und 1868 zum Geheimen Regierungsrat ernannt. 1871/72 war er Mitglied der Kommission zur Regelung der preußisch-dänischen Untertanen- und Militärverhältnisse. 1883 wurde er gemeinsam mit seinem Sohn in den Adelsstand erhoben. 1889 wurde er pensioniert und lebte fortan bis zu seinem Tod 1893 in Berlin.
Seine Ehefrau wurde Cäcilie von Mellenthin (* 26. November 1819; † ?), Tochter des Ritterschaftsrates und Gutsbesitzers von Mellenthin und dessen zweiter Ehefrau Emilie Henriette von der Marwitz-Dertzow. Bernhard von Mellenthin und Xaver Edmund Karl von Mellenthin waren seine Schwäger.

## Ehrungen und Auszeichnungen
- 1868 Ernennung zum Geheimen Regierungsrat
- 1872 Kommandeurkreuz 1. Klasse des Dannebrogordens
- Roter Adlerorden 3. Klasse
- Preußischer Kronenorden 2. Klasse
- 1883 Erhebung in den Adelsstand